# رشيد أشرف
رشيد أشرف (13 أغسطس 1967 - ) هو لاعب كريكت هندي.

## وصلات خارجية
- رشيد أشرف على موقع إي آس بي آن كريك إنفو (الإنجليزية)